# Picture Rocks (Pensilvânia)
Picture Rocks é um distrito localizado no estado norte-americano de Pensilvânia, no Condado de Lycoming.

## Pessoas notáveis
Picture Rocks é a cidade natal de Warren Sprout, medalhista de ouro em tiro esportivo nas Olimpíadas de 1912.

## Demografia
Segundo o censo norte-americano de 2000, a sua população era de 693 habitantes.
Em 2006, foi estimada uma população de 678, um decréscimo de 15 (-2.2%). No censo de 2020 a população constou como de 640 habitantes.

## Geografia
De acordo com o United States Census Bureau tem uma área de
2,4 km², dos quais 2,4 km² cobertos por terra e 0,0 km² cobertos por água. Picture Rocks localiza-se a aproximadamente 197 m acima do nível do mar.
Sua localização é de 41°16'48"N 76°42'42"W, no sudeste de seu condado. Faz fronteira com Wolf Township para o oeste, Shrewsbury Township para o norte e Penn Township para leste e sul. O Lycoming County está a cerca de 209 km noroeste de Philadelphia e 266 km leste-nordeste de Pittsburgh.

## Localidades na vizinhança
O diagrama seguinte representa as localidades num raio de 20 km ao redor de Picture Rocks.